# 鬼頭季郎
鬼頭 季郎（きとう すえお、1941年3月10日 - ）は、日本の元裁判官、弁護士（西村あさひ法律事務所カウンセル）。元内閣府情報公開・個人情報保護審査会会長。愛知県名古屋市港区南陽町出身。裁判官の鬼頭史郎は実兄。

## 人物
東京高裁ではライブドアによるニッポン放送敵対的買収事件など企業法務で著名な事件を担当。旭川地方裁判所所長時代には、組織的犯罪対策法案の骨子を盗聴法案だとして朝日新聞の読者欄に批判投稿した寺西和史判事補を厳重注意処分とした。

## 略歴
- 1963年（昭和38年） 名古屋大学法学部卒業、司法修習生（17期）
- 1965年（昭和40年）-1968年（昭和43年） 東京地方裁判所判事補
- 1968年（昭和43年）-1971年（昭和46年） 青森地方裁判所判事補
- 1971年（昭和46年）-1974年（昭和49年） 裁判所書記官研修所教官
- 1974年（昭和49年）-1975年（昭和50年） 那覇地方裁判所判事補
- 1975年（昭和50年）-1976年（昭和51年） 那覇地方裁判所判事
- 1976年（昭和51年）-1977年（昭和52年） 最高裁判所調査官
- 1977年（昭和52年）-1981年（昭和56年） 東京地方裁判所判事
- 1981年（昭和56年）-1984年（昭和59年） 大阪地方裁判所判事
- 1984年（昭和59年）-1986年（昭和61年） 東京地方裁判所判事
- 1986年（昭和61年）-1990年（平成2年） 東京地方裁判所部総括判事
- 1990年（平成2年）-1996年（平成8年）4月6日 東京高等裁判所判事
- 1996年（平成8年）4月7日-1997年（平成9年）10月8日 旭川地方・家庭裁判所所長
- 1997年（平成9年）10月9日-2005年（平成17年） 東京高等裁判所部総括判事
- 2005年（平成17年）9月22日 依願退官
- 2005年（平成17年）-2007年（平成19年） 内閣府情報公開・個人情報保護審査会常勤委員
- 2007年（平成19年）-2008年（平成20年） 内閣府情報公開・個人情報保護審査会会長
- 2008年（平成20年）10月- 西村あさひ法律事務所カウンセル